# Graphephorum melicoides
Graphephorum melicoides är en gräsart som först beskrevs av André Michaux, och fick sitt nu gällande namn av Nicaise Auguste Desvaux. Graphephorum melicoides ingår i släktet Graphephorum och familjen gräs. Inga underarter finns listade i Catalogue of Life.